# Rupert Charles Barneby
Rupert Charles Barneby (6 de outubro de 1911 – 5 de dezembro de 2000) foi um botânico autodidata nascido na Grã-Bretanha cuja principal especialidade eram as Fabaceae (Leguminosae), a família das ervilhas, mas também trabalhou em Menispermaceae e vários outros grupos. Ele foi contratado pelo Jardim Botânico de Nova York desde a década de 1950 até pouco antes de sua morte.
Barneby publicou prolificamente e nomeou e descreveu mais de 1.100 novas espécies. Além disso, ele tinha 25 espécies com o seu nome, bem como quatro gêneros: Barnebya , Barnebyella, Barnebydendron e Rupertia. Ele recebeu inúmeros prêmios botânicos de prestígio, incluindo o Prêmio Henry Allan Gleason do Jardim Botânico de Nova York (1980), o Prêmio Asa Gray da Sociedade Americana de Taxonomistas de Plantas (1989), a Medalha de Prata Engler da Associação Internacional de Taxonomia Vegetal (1992). ), e o Prêmio Millennium Botany do Congresso Internacional de Botânica (1999) .
Seu parceiro ao longo da vida foi Harry Dwight Dillon Ripley (1908-1973).

## Publicações
- Barneby, Rupert (1964). «Atlas of North American Astragalus». The Memoirs of the New York Botanical Garden. v.13 (pt.1)

- Barneby, Rupert (1964). «Atlas of North American Astragalus». The Memoirs of the New York Botanical Garden. 13) (pt.2)

- Barneby, Rupert (1977). «Daleae imagines». The Memoirs of the New York Botanical Garden. 27)

- Barneby, Rupert; Irwin, Howard S. (1978). «Monographic studies in Cassia (Leguminosae, Caesalpinioideae)»

- Barneby, Rupert; Irwin, Howard S. (1982). «The American Cassiinae». The Memoirs of the New York Botanical Garden. v.35 (pt.1)

- Barneby, Rupert; Irwin, Howard S. (1982). «The American Cassiinae». The Memoirs of the New York Botanical Garden. v.35 (pt.2)

- Barneby, Rupert (1991). «Sensitivae censitae: description of the genus Mimosa Linnaeus (Mimosaceae) in the New World». The Memoirs of the New York Botanical Garden. v.65

- Barneby, Rupert; Grimes, James W. (1996). «Silk tree, guanacaste, monkey's earring : a generic system for the synandrous Mimosaceae of the Americas». The Memoirs of the New York Botanical Garden. v.74 (pt.1)

- Barneby, Rupert; Grimes, James W. (1997). «Silk tree, guanacaste, monkey's earring : a generic system for the synandrous Mimosaceae of the Americas». The Memoirs of the New York Botanical Garden. v.74 (pt.2)

- Barneby, Rupert; Grimes, James W. (1998). «Silk tree, guanacaste, monkey's earring : a generic system for the synandrous Mimosaceae of the Americas». The Memoirs of the New York Botanical Garden. v.74 (pt.3)
Barneby é a abreviatura padrão usada para indicar Rupert Charles Barneby como autoridade na descrição e classificação científica de um nome botânico.

(Lista dos táxones descritos por este autor no IPNI)